# Roadeș
Roadeș – wieś w Rumunii, w okręgu Braszów, w gminie Bunești. W 2011 roku liczyła 283 mieszkańców.